# Illegalizm
Illegalizm – nurt myśli anarchistycznej wyrosły na gruncie anarchoindywidualizmu na początku XX wieku w krajach Europy Zachodniej. Stanowił rozwinięcie kierunku głoszącego tzw. propagandy czynu i postulował całkowitą wolność jednostki, wyzwolenie ze wszystkich zasad społecznych, w tym obowiązującego prawa. W odróżnieniu jednak od wcześniejszych koncepcji anarchistycznych, jakie nakazywały łamanie prawa w imię idei (np. poprzez dokonywanie zamachów), illegalizm dopuszczał popełnianie przestępstw w imię prywatnych dążeń, niemających szerszych podstaw ideologicznych.
Illegalizm jest bliski ideowo insurekcjonizmowi.

## Działalność
Illegaliści działali przede wszystkim we Francji, Włoszech, Belgii i Szwajcarii. Ich światopogląd stanowił zestawienie filozofii Michaiła Bakunina, Maxa Stirnera, Fryderyka Nietzschego oraz wcześniejszych anarchistycznych koncepcji propagandy czynu. Częściową inspiracją dla nich była działalność anarchistycznych zamachowców z lat 90. XIX wieku (Ravachol, Auguste Vaillant, Santo Caserio). W odróżnieniu jednak od tych postaci illegaliści odrzucali konieczność ideologicznej podbudowy swoich czynów, nie traktowali ich również jako wstępu do rewolucji społecznej, chociaż niektórzy z nich poszukiwali wsparcia wśród robotników. Popełnianie przestępstw i związana z tym czasowa destabilizacja społeczeństwa stanowiło cel sam w sobie. Część illegalistów szła jeszcze dalej, traktując swoją działalność jako środek do samorealizacji i spełnienia prywatnych dążeń, głosząc całkowitą wolność jednostki, nieograniczoną nawet życiem innej osoby. Silne nastawienie illegalistów na praktyczne działanie sprawiło, że nie pozostawili oni żadnego tekstu teoretycznego stanowiącej jednolity wywód ich koncepcji.

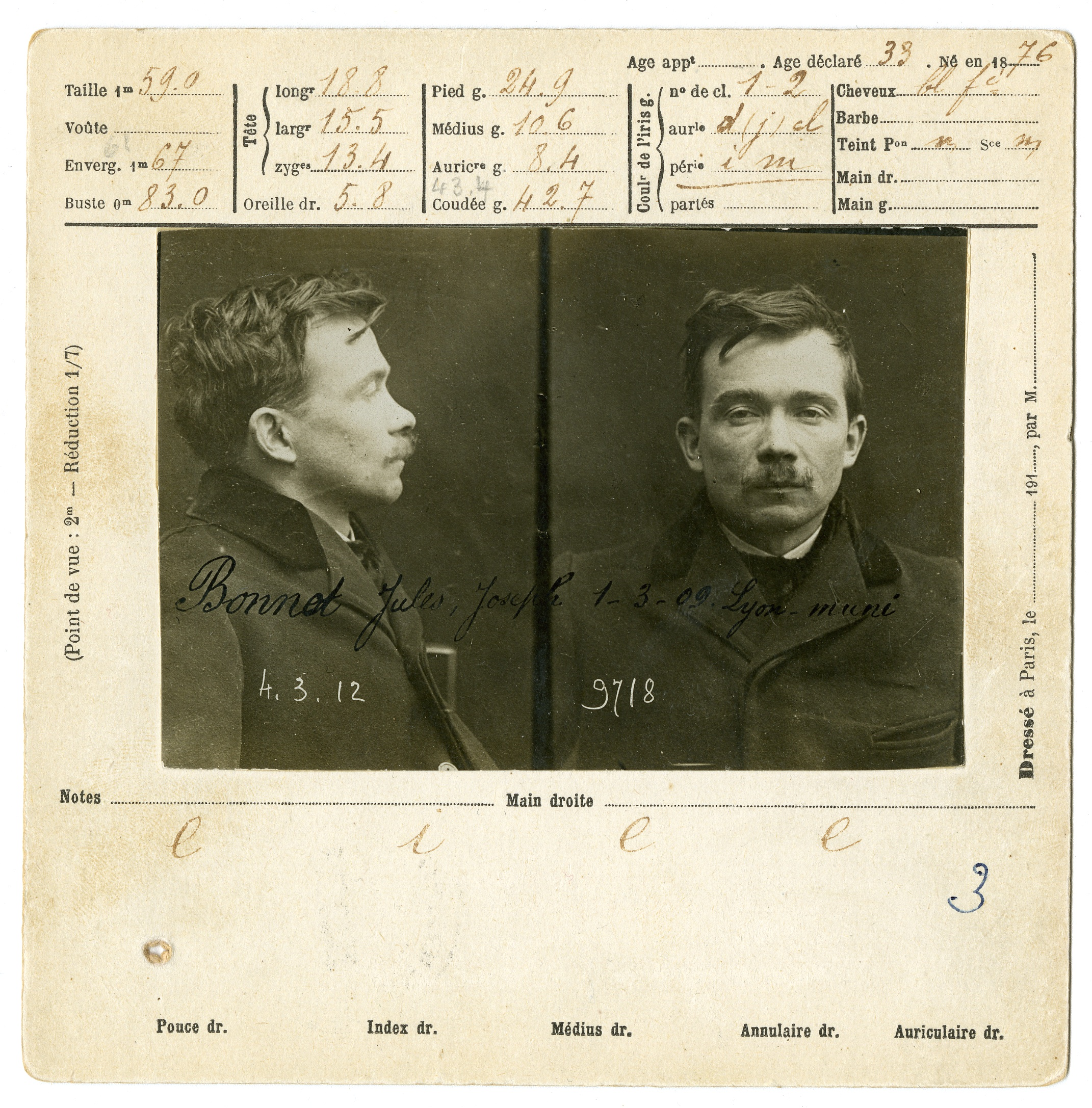
Jules Bonnot w 1910

### Gang Bonnota
Najsłynniejszą grupą, która w praktyce realizowała postulaty illegalizmu, był francuski gang Bonnota, dokonujący w latach 1911-1912 serii napadów na konwoje bankowe, kradzieży samochodów, a także kilku zabójstw. Na czele grupy stali Jules Bonnot oraz Octave Garnier.

## Krytyka
Illegaliści byli nie tylko karani przez rządy poszczególnych krajów za popełniane przestępstwa kryminalne, ale i krytykowani przez część anarchistów innych odłamów. Anarchiści sympatyzujący z socjalizmem i anarchosyndykalizmem twierdzili, że illegalizm jest ideologią burżuazyjną, specyficzną adaptacją idei kapitalistycznej wolności i rywalizacji na grunt anarchistyczny, prowadzącą do niepotrzebnego marnowania sił w działaniach, które nie mogą przełożyć się na poprawę całościowej sytuacji społecznej. Krytykowali również bliskie związki illegalizmu z nihilizmem. Zarzuty o brak szacunku dla innych jednostek oraz pogwałcenie podstawowych zasad etycznych padały również ze strony innych anarchoindywidualistów. Victor Serge, w młodości członek gangu Bonnota, w późniejszych latach określał strategię illegalistyczną jako "zbiorowe samobójstwo". Mimo tej krytyki, illegalizm przetrwał jako ideologia małych grup anarchistycznych działających przede wszystkim we Francji i Włoszech.